# Povijesni Isus
Povijesni Isus odnosi se na znanstveni prikaz života Isusa iz Nazareta. Ovaj prikaz se temelji na povijesnim metodama, uključujući kritičku raščlambu tekstova evanđelja kao primarnih izvora za njegov životopis, zajedno s razmatranjem kulturno-povijesnog konteksta u kojem je živio.
Isus iz Nazareta je bio duhovni učitelj iz Galileje koji je učio ljude načelima spasenja, vječnog života i kraljevstva božjeg. Krstio ga je Ivan Krstitelj, kršćanski svetac, propovjednik, pustinjak i mučenik te Isusov prethodnik. Isus je propovijedao povratak Bogu, jednostavan život i odbacivanje materijalnog bogatstva. Pričao je iznenađujuće i originalne parabole, mnoge od njih o dolasku božjeg kraljevstva. Neki znanstvenici opisuju njegovo božje kraljevstvo kao moralno, a neki kao apokaliptično.
Skoro ništa nije poznato o Isusovom životu prije njegovog javnog djelovanja. Isus je slao učenike liječiti i propovijedati vladavinu neba. Kasnije je s učenicima išao za Jeruzalem, tada dio Rimske Judeje, gdje je došlo do nereda u Hramu. Bilo je to za vrijeme pashe, kada su političke i vjerske prilike bile napete u Jeruzalemu. Evanđelja prenose da su ga stražari hrama (vjerojatno saduceji) uhitili i predali rimskom guverneru Ponciju Pilatu na pogubljenje. Pokret koji je Isus započeo nadživio je njegovu smrt. Nastavili su ga njegov brat Jakov Pravedni i apostoli koji su proglasili Isusovo uskrsnuće. Nakon razlaza s rabinskim judaizmom, pokret se razvio u rano kršćanstvo. Vremenom je Isus postao najutjecajnija osoba svjetske povijesti, ili barem povijesti zapadnog svijeta.
"Potraga za povijesnim Isusom" započela je u doba prosvjetiteljstva i počiva na pretpostavci da Novi zavjet ne prenosi nužno stvarne povijesne podatke o Isusovom životu, nego mitologiziranu sliku. Nasuprot povijesnog Isusa, takav biblijski opis se često naziva "Kristom vjere". Pored Novog zavjeta, podaci o Isusovom životu temelje se i na drugim starim zapisima. Tako se slika o povijesnom Isusu nadopunjuje svakim otkrićem novih materijala (poput velikog otkrića knjižnice Nag Hamadi u 20. stoljeću). Svrha istraživanja je prikupljanje građe iz različitih izvora i njihovo kritičko slaganje u jedinstvenu sliku Isusa. Uporaba izraza povijesni Isus implicira da će se osoba prikazana na taj način razlikovati od one prikazane u zaključcima ekumenskih sabora (tzv. "dogmatski Krist"). Mišljenja se dosta razlikuju o tome koliko čvrstih povijesnih činjenica doista postoji o Isusu, kao i koliko kršćanska vjera dobiva ili gubi pronalaženjem takvih činjenica.

## Potraga za povijesnim Isusom
Zapadni proučavatelji obično su smatrali navode evanđelja autoritativnim i bogonadahnutim. Tijekom kršćanskog razdoblja srednjeg vijeka, svako drukčije mišljenje predstavljalo je herezu i bilo je kažnjivo. S razdobljem prosvjetiteljstva, krajem 18. stoljeća, znanstvenici su počeli preispitivati navode evanđelja. Između 1744. i 1767., Hermann Samuel Reimarus napisao je traktat kojim odbacuje čuda i optužuje autore Biblije za prijevaru, ali ga nije objavio. Njemački kritičar Gotthold Ephraim Lessing je ubrzo po Reimarusovoj smrti objavio njegove zaključke.
Godine 1835. njemački bogoslov David Straus skandalizira kršćansku Europu svojim dijelom "Das Leben Jesu, kritisch bearbeitet" ("Isusov život, kritički ispitan"). Ovaj Strausov životopis Isusa utro je put suvremenom kriticizmu evanđelja. Straus objašnjava čuda kao prirodne događaje koji su pogrešno shvaćeni ili objašnjeni. Francuski filozof Ernest Renan je 1863. objavio rekonstrukciju Isusovog života u kojoj je Isus prvi put prikazan jednostavno kao ljudska osoba. Povijesni Isus imao je utjecaja na liberalni protestantizam u Njemačkoj i na pokret društvenog evanđelja u Americi. Njemački bogoslov William Wrede (1859. – 1906.) je kritički preispitivao povijesnu pouzdanost evanđelista Marka i tražio objašnjenje mesijanske tajne. Francusko-njemački filozof Albert Schweitzer je 1906. godine objavio svoju čuvenu knjigu „Potraga za povijesnim Isusom“, kojom kritizira i povijesno istraživanje Isusa u njegovom vremenu, i tradicionalne kršćanske poglede. Godine 1945. je otkrivena koptska knjižnica Nag Hamadi, čija su djela 1970-ih postala dostupna javnosti, što je donijelo mnogo novog materijala znanstvenicima. Tijekom 1980-ih je osnovan američki Jesus Seminar, koji okuplja kritičke proučavatelje Biblije.
Danas je povijesno izučavanje Isusovog života veoma razvijeno, zahvaljujući boljem poznavanju prvostoljetnog judaizma, razvoju biblijske kritike, preporodu rimokatoličkih kritičkih istraživanja, prihvaćanju povijesnih metoda među kršćanskim sljedbama, književnoj raščlambi Isusovih izrijeka i sociološkim uvidima. Isusa kao povijesnu osobu treba razumjeti u kontekstu života u Rimskoj Judeji prvog stoljeća, a ne u kontekstu kršćanske doktrine kasnijih stoljeća. Povijesno istraživanje prikazuje Isusa u vezi s njegovom suvremenošću, dok bogoslovno tumačenje povezuje Isusa s onima okupljenim u njegovo ime, tako da povijesna znanost opisuje prošlost dok bogoslovlje opisuje tradiciju.

### Znanstvene metode
Brojne metode su razvijene radi kritičke raščlambe postojećih izvora:
- Starost. Povjesničari daju prednost starijim izvorima o Isusu, i uglavnom se ne obaziru na izvore nastale više od stoljeća nakon Isusove smrti.[23] Na primjer, Markovo evanđelje je najstarije kanonsko evanđelje i primarni izvor podataka o Isusu.
- Višestruka potvrda. Kada više neovisnih izvora prenese slične navode, onda je gotovo sigurno tradicija starija od izvora. Na primjer, činjenica da je Isus imao skupinu bližih učenika je potvrđena i kod Marka i kod Ivana. Međutim, višestruka potvrda nije isto što i neovisna potvrda; na primjer Matej i Luka koriste Markovo evanđelje kao izvor, pa je priča koju prenose ta tri evanđelja potvrđena samo u jednom neovisnom izvoru.[23]
- Povijesni kontekst. Izvor je pouzdaniji ako navodi imaju smisla u okviru kulture u kojoj se radnja odvija.[24] Npr., neki navodi iz gnostičkih evanđelja imaju smisla u kontekstu kasnijih gnostičkih vjerovanja, ali ne u kontekstu judaizma ili ranog kršćanstva iz 1. stoljeća.
- Jezična raščlamba. Određeni zaključci se mogu izvući iz jezične raščlambe evanđelja. Na primjer, ako razgovor ima smisla samo na jeziku pisanog izvora vrlo je vjerojatno kako autor izvještava o nečemu različitom od izvorne povijesne činjenice. Tako razgovor između Isusa i Nikodema (iz 3. glave Ivanovog evanđelja) ima smisla jedino na grčkom (jeziku pisanog izvora), ali ne i na aramejskom, jeziku na kojem su vjerojatno razgovarali.[24]
- Kriterij neugodnosti ili kriterij različitosti. Tvrdnje različite od autorove namjere su vjerojatno pouzdanije. Na primjer, ako je raspeće bilo poniženje za rane kršćane, vjerojatno ne bi tvrdjeli kako je Isus raspet osim ako doista nije.[25]
- Autorova namjera. Ovaj kriterij obrnut je kriteriju razlike. Kada izloženi materijal služi pretpostavljenim namjerama autora ili urednika, tada je sumnjiv.[26] Na primjer, razni dijelovi evanđelja, poput pokolja nevine dječice, oslikavaju Isusov život kao ispunjenje proročanstva, i stoga prije prikazuju namjeru autora nego povijesni događaj.

Većina suvremenih istraživanja uzima kriterij vjerodostojnosti za temelj povijesnog istraživanja, prije nego kriterij različitosti.

## Povijesna pozadina
Djelomično helenizirani židovski teritorij bio je pod vlašću Rimskog Carstva, ali je među Židovima postojala jaka nada u povratak neovisnosti. Iako je razdoblje Isusovog života bilo uglavnom mirno (posebno između 7. i 26. godine), postojala je stalna mogućnost izbijanja pobuna, nereda i nasilnog otpora (zeloti). Herod Veliki, Edomac kojeg je rimski senat postavio za kralja Edoma, Galileje, Judeje i Samarije, vladao je od 37. do 4. prije Krista. Nakon njegove smrti, Rimljani su podijelili kraljevstvo između njegovih sinova, te je Herod Antipa vladao Galilejom, ali ne i Judejom, koja je postala zasebna provincija. Isusova postojbina je Galileja, sjeverno od Judeje na drugoj strani Samarije (koja je bila neprijateljska prema Judejcima). Judejci nisu osobito cijenili Galilejce jer su oni često bili mješovitog podrijetla i otvoreni stranim utjecajima. Galilejski dijalekt se jasno razlikovao od judejskog dijalekta.
U judaističkoj religiji Isusovog vremena postojalo je nekoliko pravaca. Farizeji su bili značajna stranka, i vjerovali su u uskrsnuće mrtvih, božansku pravdu u sljedećem životu, anđele, ljudsku slobodu i božje proviđenje. Saduceji su bili konzervativniji, držali su vlast u Hramu i nisu vjerovali u uskrsnuće i vječnost duše. Eseni su bili asketska zajednica koja je očekivala skoru apokalipsu. Znanstvenici se i dalje spore oko toga kakav je bio njegov odnos prema raznim oblicima judaizma. Prema mišljenju nekih znanstvenika, među kojima su Geza Vermes i E.P. Sanders, Isus nije pripadao ni jednom tradicionalnom pravcu ili pokretu.

## Isusov život

### Djetinjstvo i obitelj
Isus je rođen posljednjih godina Herodove vladavine koja je trajala do 4. godine pr. Kr. (vjerojatno između 6. i 4. pr. Kr.), u galilejskom selu Nazaret. Evanđelja po Mateju i Luki daju bajkovite priče o rođenju u štali u Betlehemu i poklonstvo mudraca, što britanski znanstvenik Geza Vermes ocjenjuje kao "pobožne izmišljotine". E. P. Sanders ih opisuje kao "najočitiji primjer umetanja u evanđeljima.” Raymond Edward Brown kaže: “Malo je vjerojatno da su oba prikaza potpuno povijesna.”, i sugerira kako je Matejev prikaz zasnovan na starijoj židovskoj tradiciji rođenja Mojsija. Priču o Isusovom detinjstvu kritički izučavatelji smatraju problematičnom, zbog prisustva mitologije preuzete iz prethodnih vjerovanja, ali vjeruju da se neki podaci ipak mogu izvući, poput mesta rođenja i imena roditelja.
Isusovo navodno kraljevsko podrijetlo (od kralja Davida) je suglasno s namjerama autora evanđelja prikazati ga kao mesiju i židovskog kralja. Neki smatraju kako je Isusov otac bio Josip, a neki da je on oženio Mariju koja je već bila trudna. Ime Isusove majke je Marija (hebrejski: Maryām), što je uobičajeno žensko ime tog vremena. Osim navoda iz evanđelja i nekoliko ranih kršćanskih izvora, ne postoje neovisni ili provjerljivi podaci o životu Isusovih roditelja.
Isus je imao braću i sestre, što prenose Marko (6:3) i Matej (13:55-56). Evanđelja prenose imena četvorice Isusove braće: Jakov, Josija, Juda i Šimun. Jedino se pouzdano zna samobitnost Jakova Pravednog, „brata Gospodnjeg“, koji je nakon Isusove smrti postao poglavar crkve u Jeruzalemu. Drugi Isusov brat, Juda, obično se poistovjećuje s Judom Tadejom, a ponekad i s Judom Tomom (aramejski: toma - blizanac). Robert Funk podsjeća kako je kršćanska dogma o Marijinom trajnom djevičanstvu dugo zasjenjivala podatak kako Isus ima braću i sestre.

### Posao „drvodjelje“
Sinoptička evanđelja se slažu da je Isus odrastao u Nazaretu. Vjerojatno je u roditeljskom domu obučen za obiteljski obrt, kao i mnogi drugi onodobni ljudi. Marko prenosi kako je Isus bio tekton (gr. τεκτων), dok Matej prenosi kako je sin tektona. Riječ „tekton“ se obično prevodi kao „drvodjelja“, ali ima mnogo šire značenje (iz istog korijena su „tehnika“ i „tehnologija") koje obuhvaća razne proizvođačke i građevinske vještine. Već u ranom kršćanstvu se Isus uglavnom povezuje s obradom drveta.
John Dominic Crossan smatra da je Isus u povijesnom kontekstu prije bio tekton kao putujući radnik nego kao ustanovljeni obrtnik, ističući njegovu marginalnost u društvu. S. J. Case i drugi znanstvenici primjećuju kako je Nazaret bio samo 6 kilometara od grada Cipori (antički Seforis), koji su Rimljani uništili 4 godine pr. Kr. i koji je u Isusovo doba intenzivno obnavljan. Oni nagađaju da su Josip i Isus mogli svakodnevno putovati na rad na izgradnji. Drugi znanstvenici vide Josipa i Isusa kao seoske obrtnike koji obavljaju širok spektar poslova s drvetom, kamenom i kovinama.

### Jezik i pismenost
Isusov jezik je gotovo sigurno bio aramejski. Evanđelja bilježe kako je koristio metafore nepoznate hebrejskom i grčkom, ali uobičajene u aramejskom. Neki znanstvenici dokazuju da je Isus također morao poznavati bar nešto koine grčkog jezika, koji je bio lingua franca pod rimskom opsadom.
U Isusovo doba vrlo malo ljudi je znalo čitati, a još manje pisati (uglavnom pisari i svećenici). O Isusovoj pismenosti se prilično raspravljalo među znanstvenicima. Na mnogo mjesta u evanđelju se vidi kako je Isus u najmanju ruku znao čitati. Neki smatraju da navodi u evanđelju mogu biti fikcija i da galilejski seljak poput Isusa vjerojatno nije bio pismen. Drugi nasuprot tome ističu važnost čitanja Tore u židovskoj kulturi, pa je galilejski seljak toga doba mogao znati čitati. Neki, kao John Paul Meier, smatraju da je Isusova pismenost bila tolika da je mogao čitati i komentirati sofisticirana bogoslovna djela.

### Krštenje kod Ivana
Isus je oko tridesete godine otišao krstiti se kod Ivana Krstitelja (odnosno Johanana kupača,) asketskog propovijednika koji je vršio obredna kupanja na rijeci Jordanu. Johanan je pozivao Židove na pojakanje očekujući skoro božansko oslobođenje domovine od Rimljana. Obrednim kupanjem su se čistili za dolazak božjeg kraljevstva, prisjećajući se izbavljenja iz egipatskog ropstva i prelaska rijeke Jordana nakon egzodusa. Ješua je očito bio sljedbenik Johanana, prihvaćajući njegovu poruku samim time što je tražio da ga ovaj krsti. Povjesničari ocjenjuju da je Isusovo krštenje kod Ivana povijesna činjenica, koju rani kršćani ne bi bez osnove unijeli u svoja evanđelja.
Ivan je bio važna vjerska osoba, čiji je pokret vjerojatno bio masovniji od Isusovog. Njegova istaknuta uloga u kršćanskim evanđeljima i u povjesničara Josipa Flavija nagovještava da je on za života vjerojatno bio utjecajniji od Isusa. Povjesničari smatraju da je kralj Herod Antipa ubio Ivana jer je u njemu vidio jasnu političku prijetnju. Ivanovo pogubljenje, kao i kasnije Isusovo, je zabilježeno i kod Josipa Flavija. Fredriksen ocenjuje da je Isus tek nakon smrti postao utjecajniji od Ivana te da evanđelja u Isusov život projiciraju njegovu kasniju važnost.
Nakon što je Ivanu odrubljena glava, Isus nije odbacio njegova učenja, nego je nastavio javno veličati njegov lik i djelo (vidi npr. Matej 11:7-15). Pokret Ivanovih sljedbenika je i nakon njegove smrti nastavio postojati usporedo s Isusovim. Ivanovi sljedbenici vjerovali su da je Ivan ustao od mrtvih, što je vjerojatno imalo utjecaja na očekivanja Isusovih sljedbenika nakon njegovog pogubljenja. Neki Isusovi sljedbenici su bivši sljedbenici Ivana Krstitelja. Post i krštenje, suštinski elementi Ivanovog pokreta, vjerojatno su ušli u rano kršćanstvo zajedno s Ivanovim sljedbenicima.

### Propovijedanje
U kontekstu vrijućih političkih i vjerskih nemira, Isa je započeo svoju misiju s težištem na milosrdnoj božjoj ljubavi. Ubrzo nakon krštenja počeo je vršiti iscjeljenja i propovijedati seljacima i ribarima u okolini Galilejskog jezera. Isus je propovijedao uglavnom u Galileji (današnji Izrael i Palestini), u prvoj polovini 1. stoljeća. Iako je bilo i raznih nežidovskih (feničanskih, helenističkih i rimskih) gradova u blizini (kao Gadara, Sidon, Tir, Seforis i Tiberijada), Isus se uglavnom obraćao Židovima; njegova obraćanja nežidovima (gentiles) nisu zabilježena. Središte njegovog djelovanja je bio Kafarnaum, gradić s oko 1 500-2 000 stanovnika. Neke od njegovih propovijedi u sinagogi u Kafarnaumu sačuvane su u evanđeljima. Iako se u evanđeljima izvještava kako je propovijedao i u sinagogama, najčešće je to činio u neformalnim okolnostima, gdje god i kad god su se ljudi skupljali i postavljali mu pitanja.
Napustivši dom, Isus je putovao zemljom propovijedajući kao beskućnik i lutalica. Ne zna se točno koliko je trajalo njegovo propovijedanje; sinoptička evanđelja nagovještavaju da je trajalo oko jednu godinu, dok Ivanovo evanđelje spominje tri pashe. Uglavnom se smatra da je Isusovo propovijedanje trajalo oko dvije-tri godine. Njegova putovanja ga nisu odvela dalje od rodne Palestine, osim kada je jedanput boravio u Feniciji. Isus je okupio sljedbenike i stekao znatnu slavu širom Palestine.
Iscjeljivanje bolesnika i istjerivanje zloduha bili su dijelovi Isusova djelovanja, što je bilo uobičajeno za onodobne svete ljude i učitelje. Kršćanski sveti spisi Isusu pripisuju izvođenje raznih čuda, uključujući dizanje iz mrtvih, hod po vodi, pretvaranje vode u vino itd. Znanstvenici tretiraju navode o čudima na različite načine: ili ih racionaliziraju (kao Heinrich Paulus) ili ih smatraju mitovima i alegorijama (kao David Straus) ili ih priznaju nekom vrstom natprirodnih zbivanja. Đorđević ne uzima za ozbiljno priče o raznim čudima, poput hoda po vodi i levitiranja, ali kaže da je "ovaj mladić iz Nazareta" ipak učinio najveće čudo probudivši drugima nadu.

### Isusova zajednica
Isus je privlačio sljedbenike, muškarce i žene podjednako. Isusovu družinu su uglavnom činili galilejski seljaci i ribari. Neki od onih s Isusom su bili ljudi s ruba onodobnog društva. U zajednici je bilo i ubirača poreza, koji su u narodu smatrani tlačiteljima. Tradicionalno se smatra kako je Isusov unutrašnji krug činilo dvanaest učenika (kao dvanaest plemena Izraela), iako neki znanstvenici ovo odbacuju kao fikciju.
Isus je često držao javna predavanja, koja su privlačila gomilu ljudi (gr. ochloi). Neki od njih su vremenom postajali Isusovi sljedbenici ili učenici (gr. mathetes). Između ovih sljedbenika Isus je, prema predanju, odabrao dvanaest najposvećenijih učenika, apostola (gr. apostolos), s kojima je provodio najviše vremena i kojima je u pojedinosti izlagao svoje učenje (Šimun Petar, Andrej, Jakov Zebedejev, Ivan, Filip, Bartolomej, Matej, Jakov Alfejev, Šimun Kanaanac, Juda Tadej, Juda Toma i Juda Iškariotski), od kojih su mu možda dvojica (Toma i Jakov) bili braća ili rođaci. Evanđelja spominju i žene koje su išle s Isusovom družinom. Evanđelje po Luki prenosi kako je Isus putovao po gradovima i selima prenoseći “dobre vijesti”, zajedno s dvanaestoricom i ženama koje su im služile svojim imanjem (spominju se Marija Magdalena, Saloma Ivana, Susana “i mnoge druge”). Mnogi vjeruju da je bio u ljubavnom odnosu s Marijom Magdalenom, iako ima i onih koji odbacuju takve tvrdnje.
Isus je često podučavao za stolom, što je bilo uobičajeno za simpozije. On je objedovao s društvenim marginalcima i društvenim prognanicima poput poreznika i prostitutki (carinici i »grješnice«), što je bilo protivno običajima židovskog društva. Vjerojatno je pio vino i nije postio, zbog čega je bio izložen kritikama židovskog svećenstva. Njegovo ponašanje izazivalo je dosta skandala pa je bio ozloglašen kao izjelica i pijanica. Ovaj običaj je vremenom prerastao u euharistiju (pričest), kršćanski obred dijeljenja kruha i vina. Važnost zajedničke trpeze se ogleda u velikom broju gozbenih scena u ranoj kršćanskoj umjetnosti.
Znanstvenici se spore oko toga je li Isus »osnovao« Crkvu onda kada je pozvao ljude biti njegovim sljedbenicima. Iako je Isus uopćeno govorio o odnosima u zajednici (tko se uzvisuje ponizit će se), on nije ostavio upute o osnivanju Crkve, niti je ikad govorio o nekoj posebnoj organizaciji posta, kanona, svetih dana, svećenstva, i tome slično. Izgleda da Isus nije namjeravao osnovati vlastitu sektu (na što ukazuje njegovo odbijanje da krsti), a još manje osnovati novu religiju. Ipak, za kršćane je odnos između Isusa i učenika predstavljao začetak stvaranja Crkve.

### Neredi u Hramu
Isus i njegovi sljedbenici napustili su Galileju i krenuli na pashu u nekadašnju prijestolnicu Davidovog carstva, grad Jeruzalem u Judeji. Oni su možda putovali kroz Samariju, kao što prenosi Ivan, a možda i zaobilazeći Samariju, kao što prenosi Luka, jer su Židovi i Samarićani bili u neprijateljstvu. Najvjerojatnije s proljeća 30. godine, Isus stiže u Jeruzalem uoči praznika Pashe, kojim se obilježava ranije oslobođenje Židova iz egipatskog ropstva i kada su političke i vjerske prilike bile napete. Jeruzalem je u vrijeme praznika pashe bio prepun hodočasnika, kojih je prema nekim procjenama bilo između 300 000 i 400 000. Isus je simbolično na magarcu ušao u grad, moguće kao kontrast trijumfalnom ulasku rimskog cara, ili kao ispunjenje Zaharijinog proročanstva. Pošto se kršćanski spisi eksplicitno pozivaju na Zahariju, neki misle kako su te pojedinosti umetnute. Kada je ušao u grad, tvrdio je da autoritet koji pronosi dolazi od Boga, te su ga neki prepoznali kao mesiju, dugo iščekivanog osloboditelja.
Isus je propovijedao u Jeruzalemu što je dovelo do nemira u hramu. Doveo je u pitanje vjerski autoritet Hrama, poremetivši tokove profitabilne trgovine koja se tamo odvijala tijekom hodočašća. On je govorio kako će hram biti uništen i kako od njega ne će ostati ni “kamen na kamenu”. Događaji u hramu privukli su pažnju vlasti, jer su procijenili da Isus apokaliptičnim govorima može lako zagrijati masu okupljenu za praznike. Isus je uhićen ubrzo nakon toga. Uoči uhićenja ga je izdao jedan od njegovih učenika, Juda Iškariotski, što je potvrđeno u mnogim izvorima i smatra se vjerodostojnim događajem. Nije sasvim jasno kakve je informacije Juda mogo pružiti vlastima. Bart Ehrman smatra da je Juda vlastima prenio ono što im je Isus govorio nasamo, da će postati kralj dolazećeg kraljevstva. Drugi smatraju da im je otkrio kako da bez privlačenja pozornosti uhvate Isusa.

### Pogubljenje
Isus je pogubljen po naređenju Poncija Pilata, prefekta rimske provincije Judeje (od 26. do 36. godine). Umro je razapet na križu, što je bio jeziv i ponižavajući način kojim su Rimljani kažnjavali pobunjenike. Kršćanska tradicija prikazuje kako je Isus pogubljen na zahtjev židovskih starješina, koji su njegovo učenje smatrali bogohulnim. Povijesno, izgleda kako je Isus pogubljen kao možebitni uzrok nereda. Održavanje reda bio je jedan od primarnih zadataka židovskog Prvosvećenika, postavljenog od rimskih vlasti, i kojima je za svaki veći izgred osobno odgovarao. Znanstvenici smatraju kako je Prvosvećenik, uz pomoć saducejskih čuvara hrama, uhitio Isusa zbog izazivanja pobune i nereda, i predao ga rimskim vlastima. Prema predaji, stariji pripadnici svećenstva ispitivali su Isusa, ali je on njihov autoritet osporio, nakon čega je predan rimskoj vlasti, namjesniku Ponciju Pilatu, koji ga je smatrao figurom koja donosi nevolje.
Sva četiri kanonska evanđelja prenose kako je Isus pogubljen na zahtjev sanhedrina, a po naređenju Poncija Pilata. Marko i Matej spominju dva odvojena suđenja, Luka jedno, a Ivan nijedno. Prema Talmudu, Ješu je imao pet učenika - Matai, Nekai, Netzer, Buni i Todah - koji su zajedno s njim osuđeni na smrt od sanhedrina.
Neki znanstvenici smatraju kako je suđenje Isusu izmišljeno, ili da su bar dijalozi izmišljeni jer nitko od Isusovih sljedbenika nije prisustvovao suđenju da bi ga mogao prenijeti. Fredriksen i Catchpole dokazuju kako se mnogi navodi iz evanđelja nisu mogli dogoditi: prema židovskom pravu, sud nije mogao zasjedati noću niti na glavne praznike; Isusova tvrdnja da je mesija nije činila bogohuljenje; optužbe protiv Isusa koje evanđelja navode nisu povlačile smrtnu kaznu prema židovskom pravu; čak i da je Isus osuđen na smrt od sanhedrina, kazna bi bila smrt kamenovanjem (kao u slučaju Stjepana Prvomučenika i Jakova Pravednog), a ne razapinjanje. Pošto su evanđeoski opisi Isusovog privođenja, suđenja i pogubljenja prožeti kršćanskim bogoslovljem, može se reći da je povjesničaru praktično nemoguće uvidjeti što se doista dogodilo. Pored toga, i iz samih evandelja se vidi kako nijedan od učenika nije pratio događaje, jer su se svi razbježali kada je Isus uhićen.
Znanstvenici zaključuju da je Pilat pogubio Isusa kao javnu smetnju, vjerojatno u suradnji s područnim židovskim vlastima. John Dominic Crossan ističe kako je učestala uporaba riječi “kraljevstvo”, odnosno “carstvo”, sama po sebi na Isusa skrenula pozornost rimskih vlasti, i kako je svaki govor o obnovi židovske monarhije smatran pobunjeničkim. Rimljani su, izgleda, smatrali Isusa prevratnikom, jer su na njegov križ postavili natpis s optužbom »Kralj judejski«.
Kršćanska tradicija prenosi da je Isus nekoliko dana nakon pogubljenja ustao od mrvih. Neki od Isusovih sljedbenika bili su uvjereni da ga je Bog uskrsnuo iz mrtvih i da im se ukazao kao "živi Gospodar". Povjesničari pokušavaju utvrditi što se najvjerojatnije dogodilo i svako iole vjerojatno objašnjenje ima prednost nad objašnjenjem da je Isus ustao od mrtvih, što sa znanstvenog gledišta predstavlja nemogućnost. Jedno od objašnjenja pruža hipoteza vizije, prema kojoj su neki sljedbenici doživjeli viziju Isusa nakon njegove smrti, pa se priča raširila po kršćanskoj zajednici. Drugo objašnjenje je hipoteza ukradenog tijela, prema kojoj su Isusovo tijelo odnijeli njegovi učenici ili nepoznate osobe. Postoji i objašnjenje da su navodi o uskrsnuću samo legende ubačene desetljećima nakon Isusove smrti. Najstarije evanđelje, po Marku, spominje samo prazan grob, dok Matej, Luka i Ivan spominju i prikaze uskrsnuća, koji se u nekim navodima ne poklapaju.

## Isusovo učenje
Isusovo učenje se nije odlikovalo opširnim besjedama, već kratkim i jezgrovitim izrijekama i alegorijama. Izlaganja koja se spominju u evanđeljima, kao što je Besjeda na gori, kompilacije su izrijeka izgovorenih u različitim prilikama. Njegovo učenje nema neku bogoslovnu ili etičku sustavnost i čini se da je prije bilo ad hoc. Glavna tema bila je dolazak božjeg kraljevstva.
Isus se izravno pozivao na Božju volju i na svete knjige, bez obaziranja na usmene predaje koje su razradili farizeji. Boga je nazivao aba, što na aramejskom znači „otac“. Onima koji su ga slušali govorio je kako će im grijesi biti oprošteni ako se u pokajanju okrenu Bogu, te da nema potrebe za obrednim pročišćenjem, niti za prinošenjem žrtava u Hramu. U više navrata je afirmirao Toru i nikad ju nije smatrao balastom koji treba odbaciti. Bio je podjednako pamćen po svojim razvidnim i mudrim izrijekama, ali i po obećanju, čak upozorenju, kako božje kraljevstvo "počinje ovdje i sada". On nije poticao na ustanak protiv Rimskog Carstva, nego je zagovarao potpunu revoluciju na planu svakodnevnog života. Pravi odgovor na dobre vijesti koje je pronosio bio bi život prepun ljubavi i velikodušnosti, život u vjerujućoj pokornosti Bogu, čija milostiva ljubav ruši sve prepreke.
Znanstvenici se spore je li Isusovo učenje bilo isključivo etičko ili i apokaliptično. Mnogi smatraju da iako Isus nije bio apokaliptičar (koji prorokuje kada će doći kraj svijeta ili podrobno opisuje kako će taj kraj izgledati), njegova je poruka pod jakim utjecajem apokaliptičnih motiva kao što su sudnji dan, svijest o predstojećem kraju, i potreba za jasnim odzivom na nagovještaje nastupanja božjeg kraljevstva.

### Parabole i aforizmi
Isus je izlagao svoje učenje u parabolama (slikovitim pričama) i aforizmima (sažetim izrijekama), koji su često zvučali paradoksalno. Neke od vjerojatno autentičnih parabola su priča o dobrom Samarićaninu i priča o radnicima u vinogradu, dok među vjerodostojne aforizme spadaju “okreni drugi obraz”, “ljubite svoje neprijatelj” i slično. Isusove prispodobe i aforizmi su desetljećima kružili od usta do usta prije nego što su zapisani i uključeni u evanđelja, te predstavljaju najraniju kršćansku tradiciju o Isusu. Na njegove alegorične priče se gleda kao na najautentičniji dio predanja.
Iako je u razgovorima sa svećenicima i svojim učenicima rabio i apstrakne bogoslovne izraze, Isus je seoskom stanovništvu Palestine govorio u slikama iz njihove svakodnevnice, koristeći usporedbe kao metodu podučavanja. Isus svojim slušateljima ukazuje na zajedničke veze između svakodnevnice i duhovne stvarnosti božjeg kraljevstva. Također, mnoge priče su kritika svećenika i bogataša, u prilog odbačenih i prezrenih ljudi iz nižih slojeva, kao na primjer: priča o farizeju i cariniku, priča o bogatašu i ubogom Lazaru itd.

### Božje kraljevstvo
Isus je ponajviše propovijedao o božjem kraljevstvu, odnosno vladavini neba. Prema Isusu, vladavina neba je u čovjeku dostiže se putem razumijevanja, duhovnog preporoda postajanjem nalik djetetu i vršenjem Božje volje.
Znanstvenici su podijeljeni po pitanju je li Isus pod "dolaskom kraljevstva" mislio na predstojeći apokaliptični događaj ili na preobražaj svakodnevnog života. Prema prvima, Isus je vjerovao da kraj povijesti nastupa za njegova života ili života njegovih suvremenika, što potkrjepljuju brojnim navodima (Marko 8:38-9:1, Luka 21:35-36, Marko 13:24-27, 30). Ovako shvaćena eshtatološka predviđanja nisu se ispunila, što je predstavljalo “ozbiljno poniženje za ranu crkvu”, jer je ispalo da je Isus pogriješio. Drugi odbacuju tumačenje da je Isusova poruka eshatološka, ističući da nebesko kraljevstvo nije buduće stanje nego sadašnje mistično prisustvo, što potkrjepljuju raznim navodima (Luka 17:20-21, Luka 11:20, Toma 113).
Znanstvenici okupljeni oko Jesus Seminara zaključuju da eshatološke izjave pripisane Isusu potječu od ranih kršćana, kod kojih su apokaliptične ideje bile uobičajene, a da izjave o prisutnom božjem kraljevstvu stoje nasuprot uobičajenih shvaćanja i vjerojatno potječu od Isusa osobno.

## Isusova samoodređenja
Smatra se da je Isus za sebe koristio tri važna pojma: mesija, sin čovječji i sin božji, koji otkrivaju njegovo poimanje vlastite uloge. Proučavatelji Novog zavjeta se naširoko slažu da Isus za sebe nije tvrdio da je Bog. Prvobitni kršćani također nisu zvali Isusa “Bogom”.

### Mesija
Pojam "mesije" je u Isusovo doba rabljen na razne načine te ne možemo biti sigurni što je značio Isusu, čak i ako ga je prihvaćao. Prema hebrejskoj bibliji, tri skupine ljudi se spominju kao “pomazanici” odnosno mesije: proroci, svećenici i kraljevi. Židovi Isusovog vremena očekivali su dolazak božanskog osloboditelja koji će obnoviti Izrael, podijeljen pod rimskom vlašću. Kršćanski spisi tvrde da je Isus taj očekivani “mesija” (pomazanik, odnosno Krist). Neki znanstvenici zastupaju hipotezu “mesijanske tajne”, prema kojoj je crkva kasnije umetnula dijaloge u kojima Isus nalaže učenicima ne otkrivati njegovu samobitnost mesije, jer Isus ustvari nije ni tvrdio da je mesija.

### Sin čovječji
Izraz “sin čovječji” doslovno znači “sin čovječanstva” ili “ljudsko biće” i ne mora sadržavati nikakve božanske pretenzije. U hebrejskim zapisima to je onaj koji mora umrijeti (Psalmi i Knjiga o Jobu), ali koga će Bog osvetiti. Izraz je u eshatološkom smislu rabljen u Knjizi Danijelovoj, gdje se tvrdi kako će “sin čovječji” doći na zemlju suditi ljudima prema njihovim djelima. Isus ovim izrazom nekada označava sebe, nekad ljude općenito, a nekada božansku figuru koja će doći suditi, a čija samobitnost nije sasvim razvidna.

### Sin Božji
Izraz “sin Božji” u evanđeljima odgovara predstavi tipičnog hasida iz Galileje, pobožnog svetog čovjeka koji uz Božju pomoć vrši čuda i egzorcizam. Neki znanstvenici, poput Sandersa, dokazuju kako se izrazom "božji sin" (ili "božje dijete") u Isusovo doba nije mislilo doslovno na porod, nego prije na posebnu bliskost s Bogom. Bez obzira, kasnije kršćanske dogme taj izraz uzimaju doslovno.

## Teorije o povijesnom Isusu
Znanstvenici vide povijesnog Isusa kao začetnika pokreta obnove unutar judaizma, koji je vremenom prerastao u Crkvu. Spor postoji oko toga je li Isusovo božje kraljevstvo predstojeći apokaliptični događaj ili nešto unutarnje, dostižno vjernicima.
Neki znanstvenici vide Isusa kao apokaliptičnog proroka koji se zalaže za obnovu Izraela. Isus osobno bi vladao budućim božjim kraljevstvom dvanaest plemena Izraela, zajedno s dvanaestoricom apostola. Drugi smatraju kako Isus nije proricao buduću apokalipsu, nego je njegovo “kraljevstvo” bilo prisutno ovdje i sada i dostupno svim Židovima. Isusova eshatologija je bila osobne i socijalne prirode, kao Gandhijeva, prije nego apokaliptična. Ovi znanstvenici apokaliptične izjave koje se pripisuju Isusu smatraju kasnijim dodacima, nastale možda pod utjecajem sljedbenika Ivana Krstitelja koji su se priključili kršćanskom pokretu. Postoje i znanstvenici koji prihvaćaju sliku Isusa iz Biblije takvu kakva jest, tvrdeći da se natprirodni događaji i čuda, poput uskrsnuća, ne mogu provjeravati povijesnim metodama.
Neki marksisti, poput Kautskyog, vide Isusa kao preteču komunizma, jer je, prema Djelima apostolskim (2:44 i 4:32-5:12), osnovao komunističku zajednicu. Lav Tolstoj je Isusovo učenje smatrao veoma bliskim kršćanskom anarhizmu. Emma Goldman smatra da se Krist pojavio kao vođa naroda, osloboditelj Židova od rimske vlasti; ali je pokazao da ga ne zanima svjetovno, neodložne potrebe siromašnih i obespravljenih, nego je propovijedao "sentimentalni misticizam, opskurne i zbrkane ideje bez originalnosti i vitalnosti". Vaso Pelagić je priznavao Krista kao reformatora, kao radnika za sirotinju i mučenika za svoje učenje, "kao poštena i napredna čovjeka u ondašnjem pokvarenom židovskom društvu". Pelagić smatra kako je Isus "pripadao taboru socijalista" jer se zauzimao za sirotinju i družio se s njome, i govorio da "naš bližnji jest svaki čovjek na svijetu”.
Britanski znanstvenik židovskog podrijetla Hyam Maccoby smatra kako je Isus bio farizej, dokazujući kako su mnoga njegova shvaćanja bliska farizejskim. On dokazuje da su priče u evanđeljima uređivane u protužidovskom smjeru, pod utjecajem pavlijanizma. I američki znanstvenik Robert Eisenman dijeli mišljenje da su mnoge priče u evanđeljima djelo pro-rimske promidžbe Pavla iz Tarza i njegove frakcije.
Njemački filozof Friedrich Nietzsche smatra da je Isusova pobuna bila uperena protiv židovske crkve — "crkve" u točno onom smislu u kojem se danas tu riječ razumije. To je bila pobuna protiv "svetog Izraela", protiv hijerarhije društva — ne protiv njegove iskvarenosti, nego protiv kaste, povlastice, poretka, formule. Prema Nietzscheu, taj "sveti anarhist", koji je pozivao najniže slojeve naroda, odbačene i "grješnike", na pobijanje vladajućeg poretka, bio je politički zločinac u jednoj apsurdno-nepolitičkoj zajednici, koja ga je odvela na križ. Umro je za svoju krivicu — nema nikakve osnove, iako je to često bilo tvrđeno, kako je umro za krivicu drugog.

## Kritike
Pokušaji povijesnog prikazivanja Isusa nailaze na razne kritike - od kritike zbog a priori odbacivanja svih elemenata natprirodnog, do kritike zbog pripisivanja povijesnog statusa izmišljenom liku.
Rudolf Bultmann smatra da povijesna istraživanja otkrivaju vrlo malo o povijesnom Isusu. John Paul Meier, profesor bogoslovlja na Sveučilištu Notre Dame, smatra da je potraga za povijesnim Isusom često bila više motivirana željom za proizvodnjom alternativne kristologije nego istinskom povijesnom potragom. Meier zaključuje: "Mislim da dosta konfuzije proizlazi iz činjenice što ljudi tvrde da se bave potragom za povijesnim Isusom, iako se de facto bave bogoslovljem".
Neki smatraju da su suvremene biblijske stipendije nedovoljno kritičke i da favoriziraju apologete. Profesor povijesti Donald Akenson napominje da je golema većina biblijskih znanstvenika zaposlena u institucijama čiji su korijeni u vjerskim uvjerenjima. Zbog toga su, više nego bilo koja druga akademska skupina, biblijski povjesničari pod golemim pritiskom teologizirati svoj povijesni rad. Biblijske znanstvenike također optužuju da su nenakloni priopćavanju javnosti stvari koje će biti uznemirujuće za kršćanske vjernike.
Povjesničar religije Jozef Hofmann smatra da nikada nije bilo pravog "metodološkog agnostičkog pristupa pitanju povijesnog postojanja Isusa." Neki autori, kao Earl Doherty, George Albert Wells i Robert M. Price dovode u pitanje Isusovo postojanje, i smatraju da pokušaji na temelju evanđelja prikazati njegov život daju evanđeljima previše vjerodostojnosti. Neki autori smatraju da je mit o Kristu nastao na osnovi nekih starijih religija, poput grčke i egipatske. Filozof Bertrand Russell također je sumnjao u postojanje Isusa.
Potragu za povijesnim Isusom također kritiziraju kao previše zapadnu, previše bijelu, previše buržoasku i previše mušku.

## Vanjske poveznice
- Isus Hrist (Encyclopædia Britannica). Prvi odjeljak napisao E. P. Sanders, možda najcjenjeniji stručnjak za povijesnog Isusa.
- Povijesni Isus (New Testament Gateway)
- Od Isusa do Krista
- Prikaz Potrage za povijesnim Isusom  Arhivirana inačica izvorne stranice od 15. srpnja 2011. (Wayback Machine) Johna Dicksona
- Članci o povijesnom Isusu  Arhivirana inačica izvorne stranice od 16. srpnja 2012. (Wayback Machine) Williama Lanea Craiga
- Fakultetska strana  Arhivirana inačica izvorne stranice od 20. listopada 2007. (Wayback Machine) Paule Fredriksen, s člancima o povijesnom Isusu
- Povijesni Isus, prije Krista